# Куриловка (Днепропетровская область)
Кури́ловка (укр. Курилівка) — посёлок, Куриловский поселковый совет, Петриковский район, Днепропетровская область, Украина.
Является административным центром Куриловского поселкового совета, в который не входят другие населённые пункты.

## Географическое положение
Посёлок городского типа Куриловка находится на левом берегу реки Днепр около плотины Каменского водохранилища,
выше по течению примыкает микрорайон Левый Берег города Каменское,
ниже по течению на расстоянии в 2 км расположен пгт Николаевка,
на противоположном берегу — город Каменское.

## История
- Основан в середине XVIII века как сторожевой пост запорожских казаков. По народному преданию, поселение раскинулось на высоких песчаных холмах, которые всегда дымились. Возможно, что это название происходит от фамилии первопоселенца по фамилии Курило[2].

- Входил в состав Протовчанской паланки Запорожской Сечи. В Куриловке было одно из имений кошевого атамана Калнышевского.
- В 1886 году здесь проживало 857 человека в 134 дворах, а в 1908 году уже 1119 человек в 310 дворах. Здесь была льняно-прядильная фабрика. Село входило в состав Елизаветовской волости Новомосковского уезда.
- В 1938 году — селу присвоено статус посёлок городского типа.

Во время Великой Отечественной войны в 1941 - 1943 гг. селение находилось под немецкой оккупацией.
11 августа 1979 года в район Куриловки упали части самолётов Ту-134 столкнувшихся над Днепродзержинском. В авиакатастрофе погибла вся футбольная команда «Пахтакор».
В январе 1989 года численность населения составляла 2741 человек.
По состоянию на 1 января 2013 года численность населения составляла 2641 человек.

### Память
- Накануне 30-й годовщины авиационной катастрофы над Куриловкой, 4 августа 2009 года торжественно открыли памятник узбекской команде, состав которой трагически погиб в небе над посёлком. Этот памятник установлен в самом центре Куриловки при большом содействии вдовы погибшего в катастрофе тренера «Пахтакора» Идгая Тазетдинова Аллы Шулепиной-Тазетдиновой, которая возглавляет совет ветеранов «Пахтакора», и председателя Куриловского поселкового совета Елены Саенко, благодаря финансовой поддержке спонсоров. Мемориал символизирует оборванную человеческую жизнь, футбол (гранитный мяч лежит у постамента) и вечную жизнь — журавль, направленный в небо. Выбиты здесь и фамилии всех 17 погибших членов команды.

## Объекты социальной сферы
- Школа
- Детский сад
- Больница
- Дом культуры
- Историко-краеведческий музей
- Почтовое отделение

## Транспорт
Через село проходят автомобильная дорога Т-0412 и железная дорога, станция Платформа 50 км.

## Достопримечательности
- Братская могила советских воинов.
- Мемориал памяти погибшей в авиакатастрофе футбольной команде «Пахтакор»